# Aniversário de casamento
Aniversário de casamento, popularmente designado como "bodas de", é a data jubilar em que se celebra a repetição do dia e do mês de um casamento.
As origens da celebração são germânicas e remontam à idade média. Desde esta altura até finais do século XIX eram celebrados apenas os dois primeiros quartos de século, ou seja, os 25 e 50 anos, as bodas de prata e de ouro. Mais tarde adicionou-se o quarto de século seguinte, as bodas de diamante, aos 75 anos. Nos anos 20 do século XX passaram-se a celebrar popularmente também o primeiro, quinto, décimo, décimo-quinto e vigésimo aniversário. Em altura indeterminada, provavelmente porque poucos celebravam as bodas de diamante, passaram também a ser celebradas no sexagésimo aniversário.

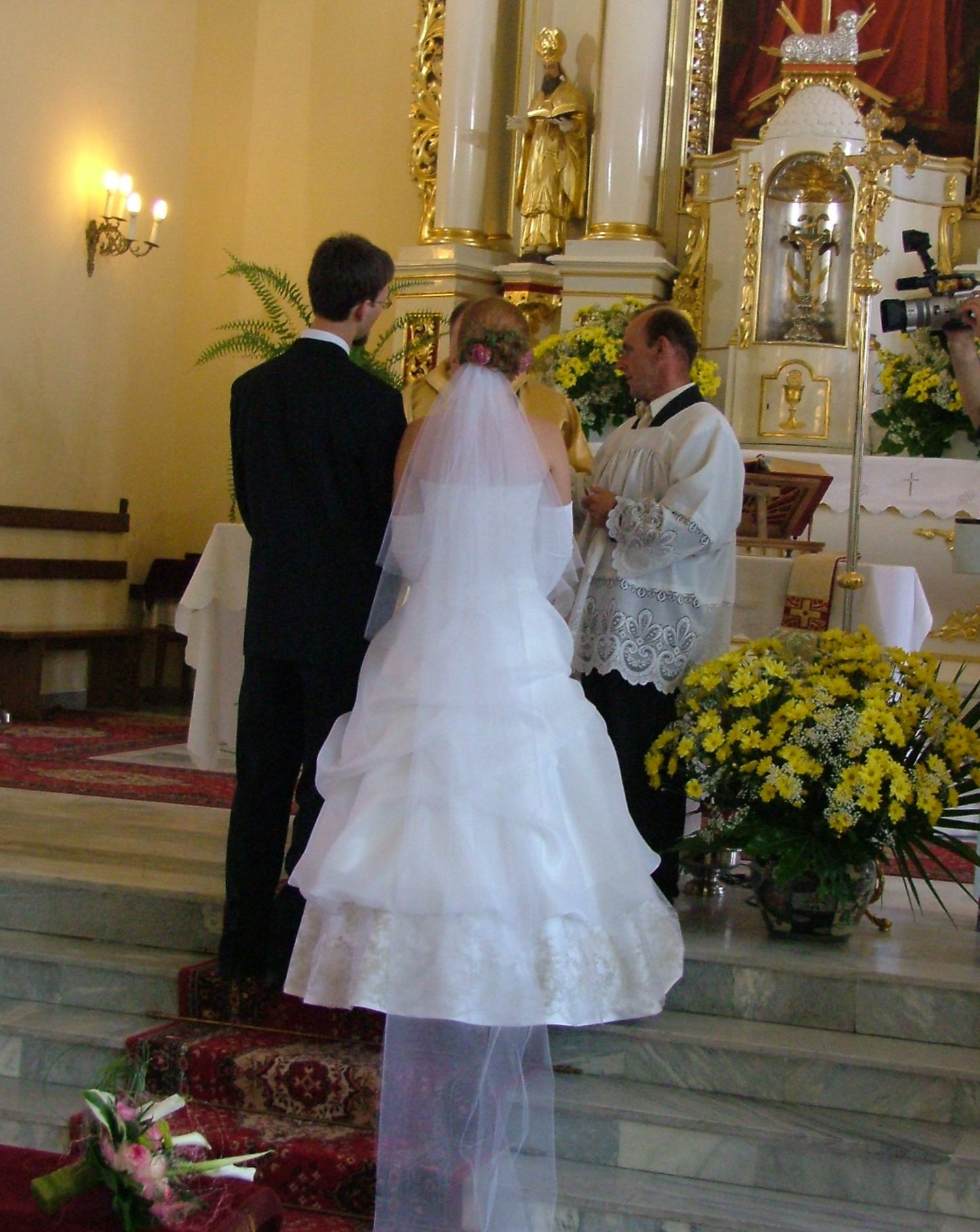
Casamento católico

## Tradições
Há nomes tradicionais correspondentes a cada aniversário:
| Ano | Tradição portuguesa      | Tradição brasileira      | Tradição americana       | Tradição inglesa         |
| --- | ------------------------ | ------------------------ | ------------------------ | ------------------------ |
| 1º  | Papel                    | Papel                    | Papel                    | Algodão                  |
| 2º  | Algodão                  | Algodão                  | Algodão                  | Papel                    |
| 3º  | Couro                    | Couro                    | Couro                    | Couro                    |
| 4º  | Flores e Fruta           | Linho                    | Linho, seda              | Fruta e flores           |
| 5º  | Madeira                  | Madeira                  | Madeira                  | Madeira                  |
| 6º  | Ferro                    | Ferro                    | Ferro                    | Açúcar                   |
| 7º  | Lã                       | Cobre                    | Lã, cobre                | Lã                       |
| 8º  | Bronze                   | Bronze                   | Bronze                   | Sal                      |
| 9º  | Cerâmica                 | Cerâmica                 | Cerâmica                 | Cobre                    |
| 10º | Estanho                  | Estanho                  | Estanho                  | Estanho                  |
| 11º | Aço                      | Aço                      | Aço                      | Aço                      |
| 12º | Seda e linho fino        | Seda                     | Seda                     | Seda e linho fino        |
| 13º | Renda                    | Renda                    | Renda                    | Renda                    |
| 14º | Marfim, Opala            | Marfim, Opala            | Marfim, Opala            | Marfim, Opala            |
| 15º | Cristal                  | Cristal                  | Cristal                  | Cristal                  |
| 20º | Porcelana                | Porcelana                | Porcelana                | Porcelana                |
| 25º | Prata                    | Prata                    | Prata                    | Prata                    |
| 30º | Tungstênio               | Tungstênio               | Tungstênio               | Tungstênio               |
| 35º | Jade                     | Coral                    | Coral, jade              | Coral                    |
| 40º | Rubi                     | Esmeralda                | Rubi                     | Rubi                     |
| 45º | Safira                   | Rubi                     | Safira                   | Safira                   |
| 50º | Ouro                     | Ouro                     | Ouro                     | Ouro                     |
| 55º | Esmeralda                | Ametista                 | Esmeralda                | Esmeralda                |
| 60º | Diamante                 | Diamante                 | Diamante                 | Diamante                 |
| 65º | Safira azul              | Safira azul              | Safira azul              | Safira azul              |
| 70º | Platina                  | Platina                  | Platina                  | Platina                  |
| 75º | Diamante talhe brilhante | Diamante talhe brilhante | Diamante talhe brilhante | Diamante talhe brilhante |
| 80º | Carvalho                 | Carvalho                 | Carvalho                 | Carvalho                 |